# 函館市立昭和小学校
函館市立昭和小学校（はこだてしりつ しょうわしょうがっこう）は、北海道函館市昭和1丁目にある公立小学校である。

## 沿革
- 1965年（昭和40年）4月1日 - 亀田町立昭和小学校として開校。
- 1967年（昭和42年） - 特殊学級（精神薄弱）を設置。
- 1971年（昭和46年）11月1日 - 亀田町の市制施行により、亀田市立昭和小学校と改称。
- 1973年（昭和48年）12月1日 - 亀田市が函館市に合併された為、函館市立昭和小学校と改称。
- 1997年（平成9年） - 市内小中学校屋内体育館の暖房設備整備開始。
- 2010年（平成22年） - 病弱・身体虚弱特別支援学級設置。

## 通学区域
- 昭和1丁目（1番～27番・28番(8号以降)・）、昭和2丁目（1番～39番）、富岡町1丁目（44番・45番・48番・49番・51番～64番）、富岡町2丁目（6番・7番(18号～20号を除く)・8番～16番・35番～56番・65番～69番）、富岡町3丁目（1番～8番・23番～41番）、美原1丁目（35番～48番）、中通2丁目36番1号[1]

## 周辺
- 北海道函館商業高等学校 - 函館市道をはさんで敷地が隣接。

## アクセス
- 函館バス「41」・「41A」・「43」・「43A」・「43B」・「43C」・「43E」・「47」・「47A」・「67」の各系統で、「昭和小学校前」バス停下車。